# خلیف‌آباد
خلیف‌آباد ، روستایی از توابع بخش شریف‌آباد شهرستان پاکدشت در استان تهران ایران است.

## جمعیت
این روستا در دهستان کریم‌آباد قرار دارد و براساس سرشماری مرکز آمار ایران در سال ۱۳۸۵، جمعیت آن ۱۲۵ نفر (۳۵خانوار) بوده‌است.

## جاذبه گردشگری
مهمترین جاذبه گردشگری روستا بقعه امامزاده موسی می باشد .